# イリヤ・ワルシャフスキー
イリヤ・ヨーシフォヴィチ・ワルシャフスキー（ロシア語:Илья Иосифович Варшавский；ラテン翻字例:Ilya Iosifovich Varshavskiy、1908年12月14日〈旧暦12月1日〉 - 1974年7月4日）はソビエト連邦のSF作家。ショートショートを得意とし、1960年代中期に人気を博した。

## 略歴
1908年12月14日、ロシア帝国時代のキーウで生まれた。若年期は役者を目指したが養成学校への受験に失敗。代わりにレニングラート（現サンクトペテルブルク）の海事学校へ入学し、商船の機械技師となる。1929年、ジャーナリストのニコライ・スレプニョフおよび兄のドミートリーと共同でルポルタージュ«Вокруг света без билета»（切符なしの世界一周）を書いた。戦前は技師として工場で働いた。子供の頃に負った怪我が理由で徴兵はされなかった。1941年にアルタイ地方へ疎開し、1949年までそこに留まった。その後レニングラートに戻り、20年間は技師として働いた。
元来、SFファンであった。SFを書き始めたのは息子との議論による、と本人は語っている。SF第一作は1962年に発表された。彼はレニングラート青年空想小説作家セミナーの初代会長を務めた（その地位は1972年にボリス・ストルガツキーに引き継がれた）。
1974年、レニングラートで死亡。

## 作品
最初のSF作品«Роби»(Robi) は1962年に雑誌«Наука и жизнь»（科学と生活）に掲載された。最初の本である«Молекулярное кафе» （分子喫茶店） は1964年に刊行された。ワルシャフスキーが生涯で発表したのは、短編集5冊のみに留まる。作品の傾向はパロディ（「シャーロック・ホームズ秘話」、「ドブレ警部の最後の事件」など）、社会的な問題提起（「憂慮すべき兆候なし」など）、心理学の問題（「超心理学講義」など）、と多種多様である。デビュー時点ではドニェプロフの影響が、その直後ではスタニスワフ・レムの影響が窺えるが、『分子喫茶店』以降では独自の作風が形成されている。
批評家のエヴゲーニー・ブランジスとウラジーミル・ドミトレフスキーは「ワルシャフスキーの作品群はテーマの扱いの鋭さ、機知、名台詞、そして何より職人的な創作態度によって心を打つ。」 と述べている。セルゲイ・スニェーゴフはワルシャフスキーの作品のテーマを、O・ヘンリーのそれになぞらえている。
現代の作家たちは『ドノマーガ』シリーズをサイバーパンクの先駆だと見なしている。.

## 日本への紹介
1967年に大光社「ソビエトS・F選集」の第五巻として、個人短編集『夕陽の国ドノマーガ』（草柳種雄編訳、18作を収録）が刊行されている。それ以外にまとまった翻訳はなされていないが、「SFマガジン」や各社の短編集に訳載された作品の合計は23編になる。

## 作品リスト
- 1929 -  Вокруг света без билета（切符なしの世界一周） ※ルポルタージュ

### SFの短編集
- 1964 - Молекулярное кафе（分子喫茶店）
- 1965 - Человек, который видел антимир（反世界を見た人間）
- 1966 - Солнце заходит в Дономаге 『夕陽の国ドノマーガ』
- 1970 - Лавка сновидений（夢のベンチ）
- 1972 - Тревожных симптомов нет（憂慮すべき兆候なし）[8]